# Ben Jonson
Ben Jonson, (London, 11. lipnja 1572. – London, 6. kolovoza 1637.), engleski dramatičar
Pravo ime - Benjamin Jonson
U komedijama prikazuje društvo kojemu je glavni cilj dočepati se prijevarom što više novca. Podruguje se puritancima, njihovu fanatizmu i netrpeljivosti. Vrhunac njegova satiričkog genija nalazimo i komediji "Valpone, ili lisica". Istakao se kao autor tzv. maska, alegoričkih igrokaza za dvorske priredbe. Bio je prijatelj Bacona i Shakesperea, kojemu se divio. 
Djela:
- "Bartolomejski sajam"
- "Alkemičar"
- "Mučaljiva žena"
- "Na uspomenu mojem voljenom učitelju Williamu Shakespeareu"